# Astyages
Astyages (persiska: ایشتوویگو Ishtovigu), stavat enligt Herodotos som Astyages; av Ktesias som Astyigas, av Diodorus som Aspadas; akkadiska: Ištumegu, mediska: Rishti Vega Azhi Dahâk, armeniska: Azhdahak, kurdiska: Azh Dahâk), den siste kungen av det Mediska imperiet, regerade 585 f.Kr.-550 f.Kr., son till kung Kyaxares, störtad 550 f.Kr. av sitt barnbarn Kyros II.

## Regeringstid
Astyages efterträdde sin far 585 f.kr, efter slaget vid Pteria vilket satte punkt för ett fem år långt krig mellan Lydien och Medien. Han gifte sig med Aryenis, syster till kung Krösus av Lydien för att bekräfta fredsavtalet mellan länderna. Astyages efterträdde sin far som kung för mederna vid dennes död senare samma år.
Astyages ärvde ett stort rike som han styrde tillsammans med två svågrar. Dels Krösus i Lydien, dels Nebukadnessar II i Babylon. Nebukadnessars hustru var Astygades syster Amytis. Enligt legenden var det för hennes skull som Nebukadnessar lät uppföra Babylons hängande trädgårdar. (Se även Världens sju underverk)
Astyages regeringstid anses har varit en stabil period i Medien. Under hans tid spreds zoroastrismen i riket. I Lydien under Krösus regering spreds de tidiga grekiska filosofernas (Thales, Solon, Aisopos) läror med hans ivriga bistånd. Nebukadnessar å sin sida skapade Babylon till den mäktigaste staden som världen dittills hade skådat. 
Efter 32 års regerande förlorade Astyages stödet av adeln under hans dotterson Kyros (Kyros II) uppror mot morfadern. Detta uppror slutade i Mediens, Lydiens och Babyloniens sammanbrott och det persiska rikets skapelse.

## Astyages enligt Herodotos
Enligt Herodotos var Astyages en fåfäng och vidskeplig regent. Astyages sägs ha drömt att hans dotter Mandane skulle föda en son som skulle störta hans imperium. I rädslan för att detta skulle vara sant arrangerade han ett äktenskap mellan Mandane och Kambyses I av Anzan. Kambyses I var känd som en "tystlåten och eftertänksam prins" med liten egen vilja. Astyages trodde att en förening mellan Mandane och Kambyses inte skulle kunna ge upphov till ett barn som var kapabelt att störta honom.
När en andra dröm varnade Astyages för den son som nu fötts i äktenskapet mellan Mandane och Kambyses, gav Astyages order till sin marskalk Harpagus att mörda barnet, Kyros II. Harpagus var dock inte kapabel att spilla kungligt blod varför han lät barnet leva och överlämnade honom till en herde, Mitridates, som uppfostrade honom som sin egen.
Vid tio års ålder påträffades Kyros II vid liv. Astyages lät pojken leva efter att ha fått råd av sin Magi (zoroastrisk präst) och lät honom återvända till sina föräldrar i Anzan. Harpagus straffades genom att Astyages serverade honom hans egen son vid en bankett. Detta ledde i sin tur till Harpagus uppror mot Astyages i samband med slaget vid Pasargadae 550 f.kr.

## Astyages enligt historien
553 f.kr gjorde Kyros II uppror mot Astyages. Efter tre års krigande gjorde Astyages armé uppror mot honom och han överlämnades till Kyros II. Kyros II plundrade sedan Astyages huvudstad Ekbatana.
Emedan Herodotos hävdar att upproret var anstiftat av Harpagus, detta som hämnd för att han tvingats äta upp sin egen son, finns det inga oberoende källor som verifierar detta påstående.
Nabonidus av Babylons krönika hänvisar till att ett uppror på slagfältet var orsaken till att Astyages störtades men nämner inte Harpagus vid namn. Men eftersom Harpagus var Astyages general vid slaget vid Pasargadae, Harpagus familj gavs höga ämbeten i Kyros II:s rike efter kriget och Harpagus kom att bli Kyros II mest framstående general, så är det fullt möjligt att Harpagus hade något med det upproret att göra. 
Det är möjligt att Kyros II var Astyages dotterson men man vet inte om Kyros II endast hävdade detta för att legitimera sitt maktövertagande.
Efter Astyages avsättning anföll Krösus Kyros II för att hämnas. Kyros II tillsammans med Harpagus besegrade Krösus och tog makten i Lydien 547 f.Kr. Kyros II:s erövringskrig fortsatte med Babylonien några år senare. Dessa tre mäktiga nationer slogs sedan samman till det Persiska riket.
Antika källor är överens om att Astyages blev milt behandlad efter sin avsättning, men de skiljer sig i detaljer. Herodotos hävdar att han blev fängslad för återstoden av sitt liv. Ktesias hävdar att han blev guvernör av Partien och blev mördad av en politisk motståndare, Oebaras. Omständigheterna kring Astyages död är inte kända.